# Ceratitis podocarpi
Ceratitis podocarpi är en tvåvingeart som först beskrevs av Mario Bezzi 1924.  Ceratitis podocarpi ingår i släktet Ceratitis och familjen borrflugor. Inga underarter finns listade i Catalogue of Life.